# Corsicana
Corsicana este sediul comitatului Navarro, unul din cele 254 de comitate ale statului american Texas. Populația localității fusese de 23.770 de locuitori la recensământul din anul 2010.

## Personalități născute aici
- Aaron Allston (1960 - 2014), scriitor.

1. ↑   https://www.cityofcorsicana.com/415/Mayors-Office, accesat în 28 martie 2024 Lipsește sau este vid: |title= (ajutor)
2. ↑  2010 U.S. Gazetteer Files, accesat în 9 iulie 2020